# Firestarter (Tangerine Dream)
Firestarter is een studioalbum van Tangerine Dream. Het werd uitgegeven in 1984. TD had hun geld verdiende met eerdere opnamen ondergebracht in een eigen geluidsstudio en uit die studio kwam destijds de ene na de andere soundtrack. Dat er geen nieuw materiaal verscheen van de band had wellicht te maken met het aflopen van het contract met Virgin Records en er waren wat strubbelingen binnen de band, die zouden leiden tot het niet uitbrengen van het album Kyoto, een album opgenomen voor de Japanse tournee in 1983. Het album kwam uit in de overgangsperiode langspeelplaat versus compact disc; Firestarter moest tot 1990 wachten op de cd-versie.
Firestarter is filmmuziek bij een film van Mark. L. Lester met sterren als David Keith, Drew Barrymore, Heather Locklear, Martin Sheen, en George C. Scott.  De film is gebaseerd op de roman van Stephen King. 

## Musici
- Christopher Franke, Edgar Froese, Johannes Schmoelling – synthesizers, elektronica

## Muziek
| Nr. | Titel             | Duur |
| --- | ----------------- | ---- |
| 1.  | Crystal Voice     | 3:07 |
| 2.  | The Run           | 4:50 |
| 3.  | Testlab           | 4:00 |
| 4.  | Charly the Kid    | 3:51 |
| 5.  | Escaping Point    | 5:10 |
| 6.  | Rainbirds Move    | 2:31 |
| 7.  | Burning Force     | 4:17 |
| 8.  | Between Realities | 2:53 |
| 9.  | Shop Territory    | 3:15 |
| 10. | Flash Final       | 5:15 |
| 11. | Out of the Heat   | 2:30 |